# Girolamo Bellarmato
Girolamo Bellarmato, ou Jérôme Bellarmato, était un ingénieur militaire et un architecte italien de la Renaissance, né à Sienne en 1493, mort à Chalon-sur-Saône en 1555.

## Biographie
Il a surtout travaillé en France et dans le Piémont. À la Renaissance, les princes firent appel à des architectes italiens pour la réalisation de fortifications mais aussi pour leurs idées nouvelles en matière d’urbanisme et de construction civile.
François Ier fit appel, aux côtés des Giacomo Castriotto ou Girolamo Marini, à Girolamo Bellarmato.
Girolamo Bellarmato a dû s'enfuir de Sienne en 1539 troublée par des luttes intestines. Il aurait travaillé pour Venise. Il est présenté à François Ier par Cesare Fregoso, capitaine génois, agent diplomatique pour le roi de France.
En avril 1540 François Ier ordonne au trésorier de l'Épargne de payer Jérôme Bellarmato, «gentilhomme italien, ingénieur» pour les devis qu'il est chargé de faire des réparations les fortifications de différentes villes».
À la fin de 1540, le roi envoie Bellamarto au Havre de Grâce. En 1541, le roi exproprie les propriétaires des terrains et confie à Jérôme Bellarmato d'avoir « l'œil, regard et superintendance tant sur les fortifications de la ville et havre en telle perfection de fortification, commodité et ornement de maisons que nous l'avons toujours désiré ». Bellarmato soumet le «portrait» de la ville à bâtir. Il entreprend la construction du quartier Notre-Dame. Il a ajouté le quartier de l'église Saint-François où il prévoit un plan régulateur en damier suivant les principes définis par Alberti dans son livre De re aedificatoria. Pour les fortifications il a prévu de placer le long de la courtine trop rectiligne des bastions ouverts à la gorge en leur donnant une forme triangulaire. Ce type de fortification est une des premières en France, avec les enceintes bastionnées de Navarrenx, de Saint-Paul-de-Vence. Appelé à Paris en 1543, Bellarmato quitte le Havre. Les travaux sont continués par le maître maçon Pierre Sangrin.

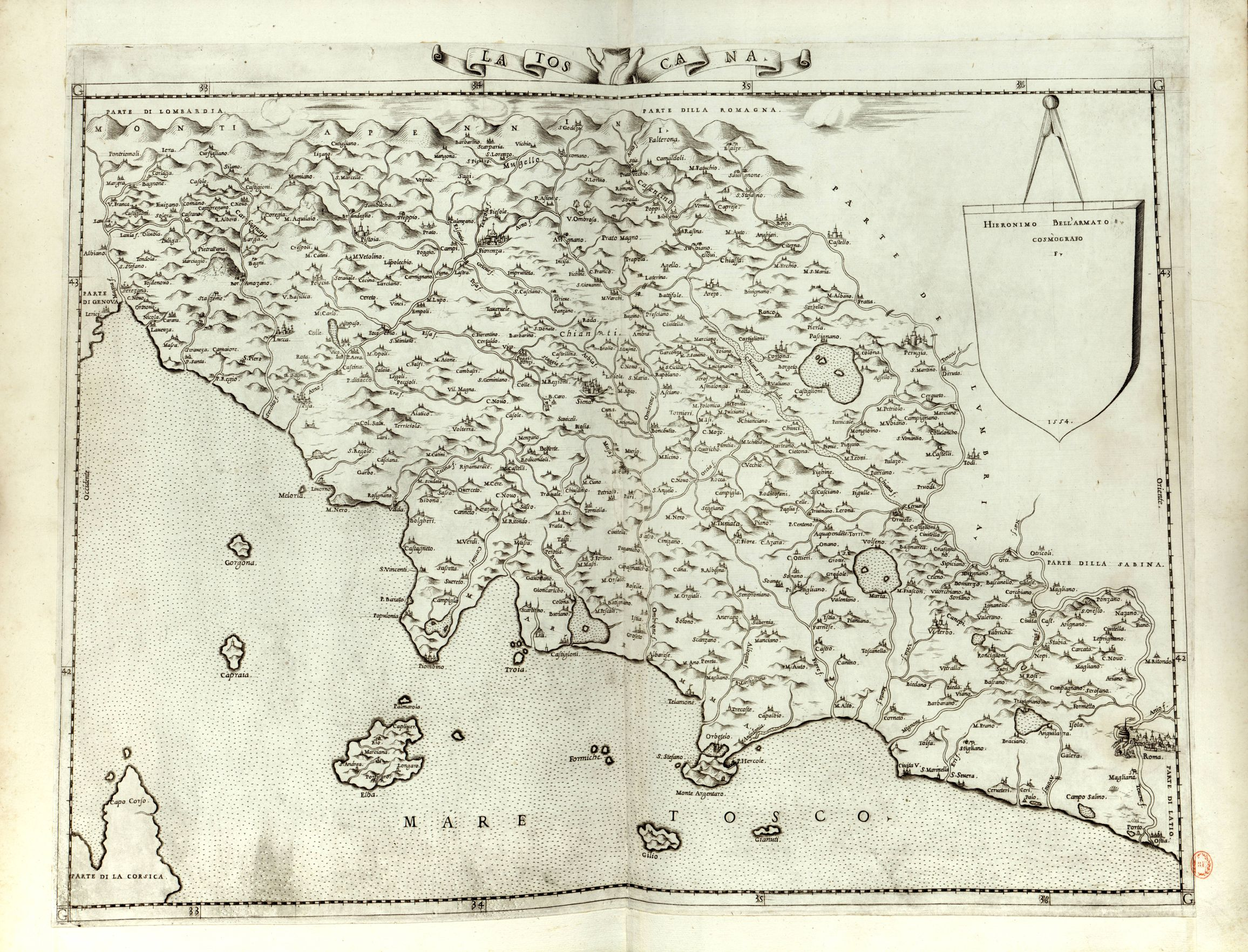
La Toscana, carte réalisée par Girolamo Bellarmato, 1554.

En 1543-1544, il est à Paris où il étudie de nouvelles fortifications. Il est ensuite appelé par le duc Hercule d'Este pour étudier les défense de Modène. On le trouve en Bourgogne en décembre 1546 comme «commissaire général du roi aux fortifications du duché de Bourgogne». Il construit à Dijon le bastion de Guise pendant l'hiver 1546-1547. Il entreprend, en mars 1547, une nouvelle enceinte de Chalon-sur-Saône sur laquelle avait travaillé Jean de Renaud de Saint-Rémy, en 1544 avant qu'il soit appelé à Lyon, en 1545. Il va conduire la construction de l'enceinte de Chalon jusqu'à sa mort, en 1555. Elle a été terminée en 1556.
Il a reçu sa naturalisation française en janvier 1547.
En 1549, il est en Picardie, en Champagne en 1553, probablement après la mort de Girolamo Marini.
En 1550, le roi Henri II lui demande d'étudier une extension de Paris dans le quartier sud-est avec les murailles. Mais trop occupé, Bellarmato n'a pas pu fournir de plan et l'enceinte n'a jamais été achevée.

## Famille
Girolamo Bellarmato a eu un fils illégitime, Bernardin Bellarmato. Il travaille sur les fortifications de Calais, en 1562, et construit celles de Brouage, en 1568, avec l'aide d'un certain Belfani. Il était contrôleur du grenier à sel de Seurre, en Bourgogne, en 1582.